# US-amerikanische Badmintonmeisterschaft 1991
Die US-amerikanische Badmintonmeisterschaft 1991 fand im Frühjahr 1991 in Colorado Springs statt. Es war die 51. Auflage der nationalen Titelkämpfe im Badminton in den USA.

## Titelträger
| Disziplin    | Sieger                     |
| ------------ | -------------------------- |
| Herreneinzel | Chris Jogis                |
| Dameneinzel  | Liz Aronsohn               |
| Herrendoppel | John Britton Thomas Reidy  |
| Damendoppel  | Ann French Joy Kitzmiller  |
| Mixed        | Tariq Wadood Traci Britton |